# Dante Sotgiu
Dante Sotgiu (Terni, 31 maggio 1917 – Terni, 16 dicembre 2003) è stato un politico italiano, sindaco di Terni dal 1970 al 1978.

## Biografia
Di origine sarda, aveva combattuto, giovane ufficiale del regio esercito italiano, sul fronte dell'Africa Settentrionale: fu fatto prigioniero a Tobruch dagli inglesi e per sei anni, dal 1940 al 1946, recluso in un campo di concentramenti in India. Giunto a Terni nella seconda metà del Novecento come insegnante presso il Liceo Classico "Tacito", entrò a far parte della giunta del Sindaco Ezio Ottaviani nel 1958 come indipendente di sinistra con il ruolo di assessore all'Istruzione. Dopo aver ricoperto la carica di assessore per numerosi anni, aderì al Partito comunista italiano e divenne sindaco di Terni nel 1970.
Legato particolarmente al mondo della scuola, Dante Sotgiu si impegnò molto nella pubblica istruzione, una passione e una missione, tanto da fondare una casa editrice con lo scopo di diffondere testi destinati più che altro agli insegnanti.  Durante il suo mandato da sindaco, Sotgiu si trovò di fronte le continue difficoltà del settore siderurgico con i conseguenti processi di ristrutturazione profonda e ai licenziamenti di massa. Si ricorda, tra l'altro, la chiusura dello stabilimento elettrochimico di Papigno e alla fine dello Jutificio Centurini, che il sindaco Sotgiu cercò di scongiurare. Negli anni novanta aderì al Partito della Rifondazione Comunista. Alla sua memoria il Comune di Terni ha intitolato una piazza.

## Opere
- Dante Sotgiu, Giuseppe Ernesto Nuccio: educatore e poeta, Terni, Edizioni Tyrus, 1957.